# تصویربرداری عصبی کارکردی
عکس‌برداری عصبی کارکردی استفاده از تکنولوژی عکس‌برداری عصبی برای سنجش وجهه‌ای از عملکرد مغز است که اغلب با نگاهی به درک رابطهٔ میان فعالیت مناطق معینی از مغز و عملکردهای خاص روحی همراه است. اصولاً به عنوان ابزار تحقیقاتی در علوم عصبی شناختی، روانشناسی شناختی، روانشناسی عصبی و علوم عصبی جمعی استفاده می‌شود.

## نظر کلی
روش‌های معمول عکس‌برداری عصبی کارکردی شامل:
- توموگرافی نشر پوزیترون: PET
- اف‌ام‌آرآی یا تصویرسازی تشدید مغناطیسی کارکردی: FMRI
- الکتروانسفالوگرافی چندکاناله: EEG
- مگنتوانسفالوگرافی: MEG
- عکس‌برداری اسپکتروسکوپیک نزدیک به فروسرخ: NIRSI
- توموگرافی نشر تک فوتون محاسبه‌ای:SPECT

PET، FMRI، NIRSIمی‌توانند تغییرات موضعی شار خون مغزی مربوط به فعالیت‌های خنثی را اندازه‌گیری کنند. این تغییرات به فعالیت‌ها مربوط می‌شود.
مناطق مغز که در زمان فعالیت به خصوص یک عضو فعال می‌شوند ممکن است نقشی در محاسبات عصبی ایفا کنند که در رفتار شرکت دارد. برای مثال، فعالیت گستردهٔ لب occipital معمولاً در فعالیت‌هایی دیده می‌شود که شامل تحریک بینایی ست (در مقایسه با کارهایی که انجام نمی‌دهد). این قسمت از مغز سیگنال‌ها را از شبکیهٔ چشم دریافت می‌کند و اعتقاد بر این است که در درک بینایی نقش دارد.
روش‌های دیگر تصویربرداری عصبی شامل ضبط جریان الکتریکی یا میدان مغناطیسی می‌شوند، برای مثال EEG و MEG. روش‌های متفاوت برتری‌های متفاوتی برای تحقیقات دارند، برای مثال، MEG فعالیت مغز را با رزولوشن موقتی بالا محاسبه می‌کند (کم‌تر از میلیون ثانیه) ولی توانایی آن در تعیین موقعیت مکانی فعالیت محدود است، FMRI عملکرد بهتری در تعیین موقعیت مکانی فعالیت مغزی برای رزولوشن فضایی دارد، اما با زمان کم‌تر رزولوشن.

## مباحث عکس برداری عصبی کارکردی
محاسبهٔ استفاده شده در یک مطالعهٔ خاص معمولاً به مسائلی که نشانی داده می‌شوند مربوط است. محدودیت‌های اندازه‌گیری در میان تکنیک‌ها متغیر است. برای مثال، MEG و EEG نوسانات الکتریکی و مغناطیسی را وقتی تعداد زیادی از نورون‌ها فعال هستند ثبت می‌کنن. این روش‌ها برای اندازه‌گیری اتفاقات عصبی که با زمان تغییر می‌کنند بسیار مناسب است (با مرتبهٔ میلی ثانیه)، اما در اندازه‌گیری مکان آن اتفاقات ضعیف هستند.PET و FMRI تغییرات در ترکیبات خون نزدیک یک رویداد عصبی را اندازه‌گیری می‌کنند. چون تغییرات قابل اندازه‌گیری خون آهسته هستند (از مرتبهٔ ثانیه)، این تغییرات در اندازه‌گیری رویدادهای عصبی که با زمان تغییر می‌کنند بدتر هستند، اما به‌طور عمومی در اندازه‌گیری مکان بهتر عمل می‌کنند.
«مطالعات فعال» قدیمی، بر تعیین طرح‌های توزیع شده فعالیت مغزی وابسته به کارهای خاص تمرکز دارد. اگرچه، دانشمندان قادرند با طور کامل تر عملکرد مغز را بوسیلهٔ مطالعهٔ فعل و انفعال نواحی مجزای مغز درک کنند به عنوان توزیع بزرگی از فرایند عصبی که به وسیلهٔ شبکهٔ مجتمعی از برخی نواحی مغز اجرا می‌شود. منطقهٔ فعال بررسی عکس‌برداری عصبی شامل آزمایش کردن اتصال عملکردی مناطق فضایی جزئی مغز است. آنالیز اتصال عملکردی اجازهٔ توصیف فعل و انفعالات بین منطقه‌ای عصبی را در حین کارهای شناختی یا حرکتی یا صرفاً فعالیت خود به خودی در حین استراحت را می‌دهد.FMRI و PET قادر به خلق نقشه‌های اتصال عملکردی توزیع فضایی مناطق که «شبکه عملکردی» نامیده می‌شود، می‌باشند. بعضی مطالعات که از تکنیک‌های عکس‌برداری عصبی استفاده می‌کنند آن قسمت پشتی ناحیهٔ بینایی را در افراد نابینا بنا نهاده‌اند شاید در طول عملکرد کارهای غیر بینایی مانند خواندن بریل، بازیابی حافظه، تعیین موقعیت مناطق مربوط به شنوایی مانند دیگر عملکردهای شنوایی فعال باشد.
روش مستقیم اندازه‌گیری اتصال عملکردی این است که ببینیم تحریک یک ناحیه از مغز چطور بر دیگر نواحی تأثیر خواهد گذاشت. این کار در انسان می‌تواند بدون صدمه زدن به بافت‌ها به وسیلهٔ ترکیب تحریک مغناطیسی عبوری از جمجمه با یکی از ابزار تصویربرداری عصبی مانند PET,FMRI,یا EEG. ماسیمینی از EEG برای ثبت چگونگی پخش فعالیت از یک قسمت تحریک شده‌استفاده کرد. آن‌ها گزارش دادند که در حالت خواب non-Rem، اگرچه مغز به‌طور قوی به تحریکات پاسخ می‌دهد، رابطهٔ عملکردی از حالت خودش در حین آگاهی کامل ضعیف‌تر است؛ بنابراین، در زمان خواب عمیق، مناطق مغز با یکدیگر ارتباط ندارند.